# C/1892 E1
C/1892 E1 lub kometa Swifta – kometa, najprawdopodobniej długookresowa, odkryta w 1892 roku przez Lewisa Swifta.

## Orbita komety
Orbita komety C/1892 E1 ma kształt bardzo wydłużonej elipsy o mimośrodzie 0,999. Jej peryhelium znajduje się w odległości 1,03 j.a., aphelium zaś aż 1617 j.a. od Słońca, nachylenie do ekliptyki to wartość 38,7˚.